# Ga xe buýt tốc hành
Ga xe buýt tốc hành  (Tiếng Hàn: 고속터미널역, Hanja: 高速터미널驛) là ga trung chuyển cho Tàu điện ngầm vùng thủ đô Seoul tuyến 3, Tàu điện ngầm Seoul tuyến 7, và Tàu điện ngầm Seoul tuyến 9 nối liền Banpo 1-dong và Jamwon-dong, Seocho-gu, Seoul. Gần đó là Bến xe buýt tốc hành Seoul (Nhà ga tuyến Gyeongbu) và Trung tâm thành phố (Nhà ga tuyến Honam). Trong số các nhà ga trên Tàu điện ngầm vùng thủ đô Seoul tuyến 3, đây là nhà ga có lượng hành khách chiếm lớn.
Nó nằm ở dưới Bến xe buýt tốc hành Seoul (còn gọi là Bến xe buýt Gangnam). Ở đây có nhiều cửa hàng, bao gồm cửa hàng quần áo và hiệu sách, có khắp nhà ga. Nhà ga còn cung cấp dịch vụ internet miễn phí để duyệt và kiểm tra e-mail. Vào tháng 12 năm 2010 nhà ga lập kỉ lục có số lượng truy cập dữ liệu thông qua WiFi cao nhất trong tất cả các ga Tàu điện ngầm Seoul, kế tiếp là Ga Sadang, Ga Dongdaemun, Ga Jamsil và Ga Jongno 3-ga. Vào 19 tháng 11 lưu lượng truy cập WiFi tại nhà ga đạt 23 gigabytes, tương đương với xem trực tuyến một video 3 phút bởi 4.200 người tại cùng một thời điểm.
Nhà ga này là một trong những ga tàu điện ngầm đông nhất trong nước, cùng với Gangnam, Jamsil,  Samseong, Sindorim, và Sillim

## Lịch sử
- 13 tháng 9 năm 1983: Tên ga được quyết định là Ga Xe buýt tốc hành (Express Bus Terminal)[6]
- 18 tháng 10 năm 1985: Nhà ga mở với việc khai trương Tuyến 3 giữa Dongnimmun ~ Yangjae.[7]
- 1 tháng 8 năm 2000: Trở thành ga trung chuyển với việc khai trương Tàu điện ngầm Seoul tuyến 7.
- 18 tháng 9 năm 2008: Tên ga tàu điện ngầm Seoul tuyến 9 được quyết định là Ga Xe buýt tốc hành.[8]
- 24 tháng 7 năm 2009: Với việc khai trương đoạn Gaehwa ~ Sinnonhyeon của Tàu điện ngầm Seoul tuyến 9, nó đã trở thành ga trung chuyển cho ba tuyến.

## Bố trí ga

### Tuyến số 3 (B3F)
| Jamwon ↑                          |
| \| N/B                            |
| ↓ Đại học Giáo dục Quốc gia Seoul |

| Hướng Bắc | ● Tuyến 3 | ← Hướng đi Oksu · Chungmuro · Gupabal · Daehwa |
| Hướng Nam | ● Tuyến 3 | → Hướng đi Dogok · Suseo · Ogeum →             |

### Tuyến số 7 (B4F)[9]
| Banpo ↑   |
| \| N/B    |
| ↓ Naebang |

| Hướng Bắc | ● Tuyến 7 | ← Hướng đi Văn phòng Gangnam-gu · Sangbong · Jangam |
| Hướng Nam | ● Tuyến 7 | → Hướng đi Boramae · Daerim · Onsu · Seongnam →     |

### Tuyến số 9 (B5F)
| Sinbanpo (Địa phương) ↑ Dongjak (Tốc hành) ↑     |
| \| W/B                                           |
| ↓ Sinnonhyeon (Tốc hành) ↓ Sapyeong (Địa phương) |

| Hướng Tây  | ● Tuyến 9 | Địa phương Tốc hành | ← Hướng đi Sân bay Quốc tế Gimpo · Gaehwa                      |
| Hướng Đông | ● Tuyến 9 | Địa phương Tốc hành | → Hướng đi Sinnonhyeon · Bệnh viện cựu chiến binh Trung ương → |

## Xung quang nhà ga
| Lối ra \| 나가는 곳 \| Exit \| 出口 | Lối ra \| 나가는 곳 \| Exit \| 出口 |
| ----------------------------------- | --- |
| 1                                   | Trung tâm mua sắm ngầm Gangnam Khu vực Banpo Bến xe buýt tốc hành (Tuyến Gyeongbu,Yeongdong) |
| 2                                   | Banpo Mido APT Bến xe buýt tốc hành Seoul (Tuyến Gyeongbu, Yeongdong) Bãi đậu xe Ký gửi hàng hóa |
| 3                                   | Sapyeong-daero Bến xe buýt tốc hành Seoul (Tuyến Gyeongbu, Yeongdong, Honam) JW Marriott Hotel Seoul Samho Garden APT Banpo Riche APT Banpo Mido APT Famie Station Trung tâm thanh niên Seocho Orang |
| 4                                   | Đại học Catholic Hàn Quốc Khoa Y Đại học Catholic Hàn Quốc Bệnh viện Seoul St. |
| 5                                   | Thư viện Quốc gia Hàn Quốc Dịch vụ mua sắm công cộng khu vực Seoul Khách sạn Sheraton Seoul Palace Gangnam Thư viện quốc gia dành cho người khuyết tật                                               |
| 6                                   | Banpo 2-dong Banpo Raemian Firstige |
| 7                                   | Khách sạn JW Marriott Seoul Shinsegae Department Chi nhánh Gangnam |
| 8                                   | Center City (Tuyến Honam) Shinsegae Department Chi nhánh Gangnam Banpo Raemian Firstige |
| 8-1                                 | Công viên Banpo Hangang Hướng đi Cầu Banpo Đảo Nổi Sebitseom |
| 8-2                                 | Trung tâm dịch vụ cộng đồng Banpo 3-dong Trường tiểu học Seoul Banwon |

## Thay đổi hành khách
| Năm | Số lượng hành khách (người) | Số lượng hành khách (người) | Số lượng hành khách (người) | Tổng cộng | Số hành khách chuyển tuyến | Ghi chú |
| Năm |                             |                             |                             | Tổng cộng | ↔                          | Ghi chú |
| --- | --------------------------- | --------------------------- | --------------------------- | --------- | -------------------------- | ------- |
| 1994 | 103,167                     |                             |                             |           |                            |         |
| 1995 | 112,986                     |                             |                             |           |                            |         |
| 1996 | 114,475                     |                             |                             |           |                            |         |
| 1997 | 106,402                     |                             |                             |           |                            |         |
| 1998 | 92,229                      |                             |                             |           |                            |         |
| 1999 | —                           |                             |                             |           |                            |         |
| 2000 | 93,959                      | 18,319                      | 112,278                     | [ 10 ]    |                            |         |
| 2001 | 115,939                     | 21,091                      | 137,030                     |           |                            |         |
| 2002 | 122,237                     | 21,839                      | 144,076                     |           |                            |         |
| 2003 | 122,484                     | 23,629                      | 146,113                     |           |                            |         |
| 2004 | 125,651                     | 24,596                      | 150,247                     |           |                            |         |
| 2005 | 126,199                     | 26,120                      | 152,319                     |           |                            |         |
| 2006 | 126,863                     | 26,538                      | 153,401                     |           |                            |         |
| 2007 | 122,107                     | 29,496                      | 151,603                     |           |                            |         |
| 2008 | 116,699                     | 32,386                      | 149,085                     |           |                            |         |
| 2009 | 115,646                     | 33,342                      | 15,394                      | 164,382   | 54,584                     | [ 11 ]  |
| 2010 | 115,888                     | 34,055                      | 19,564                      | 169,507   | 71,031                     |         |
| 2011 | 113,515                     | 35,362                      | 20,700                      | 169,577   | 81,497                     |         |
| 2012 | 114,568                     | 37,218                      | 21,822                      | 173,608   | 91,643                     |         |
| 2013 | 121,933                     | 38,996                      | 25,422                      | 186,351   | 95,421                     |         |
| 2014 | 124,528                     | 38,929                      | 28,162                      | 191,619   | 97,517                     |         |
| 2015 | 116,010                     | 40,648                      | 33,036                      | 189,694   | 89,712                     |         |
| 2016 | 116,670                     | 41,339                      | 37,334                      | 195,343   | 89,995                     |         |
| 2017 | 119,212                     | 39,773                      | 34,552                      | 193,537   | 93,937                     |         |
| 2018 | 120,887                     | 39,528                      | 34,428                      | 194,843   | 97,106                     |         |
| 2019 | 121,246                     | 39,252                      | 36,217                      | 196,715   | 103,544                    |         |
| 2020 | 72,852                      | 24,667                      | 23,100                      | 120,619   | 74,058                     |         |
| 2021 | 72,301                      | 24,684                      | 24,340                      | 121,325   | 76,581                     |         |
| 2022 | 86,204                      | 28,260                      | 30,187                      | 144,651   | 80,875                     |         |
| 2023 | 94,665                      | 31,197                      | 35,357                      | 161,219   | 83,018                     |         |
| Nguồn |                             |                             |                             |           |                            |         |
| : Phòng dữ liệu Tổng công ty Vận tải Seoul : Phòng dữ liệu Tàu điện ngầm Seoul tuyến 9 Lưu trữ ngày 25 tháng 9 năm 2023 tại Wayback Machine |                             |                             |                             |           |                            |         |

## Hình ảnh

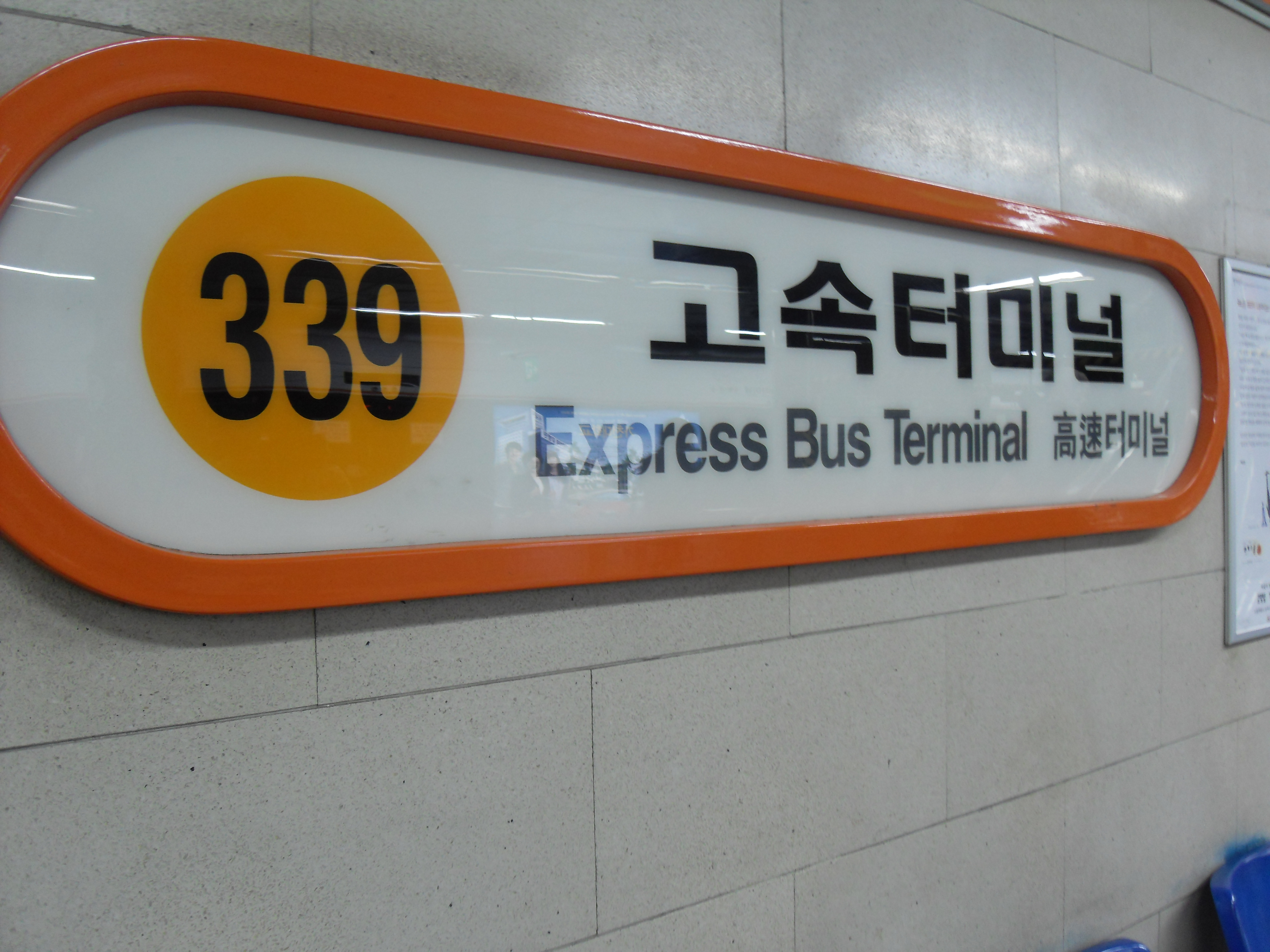
Bảng tên ga Tuyến số 3 trước khi sửa đổi
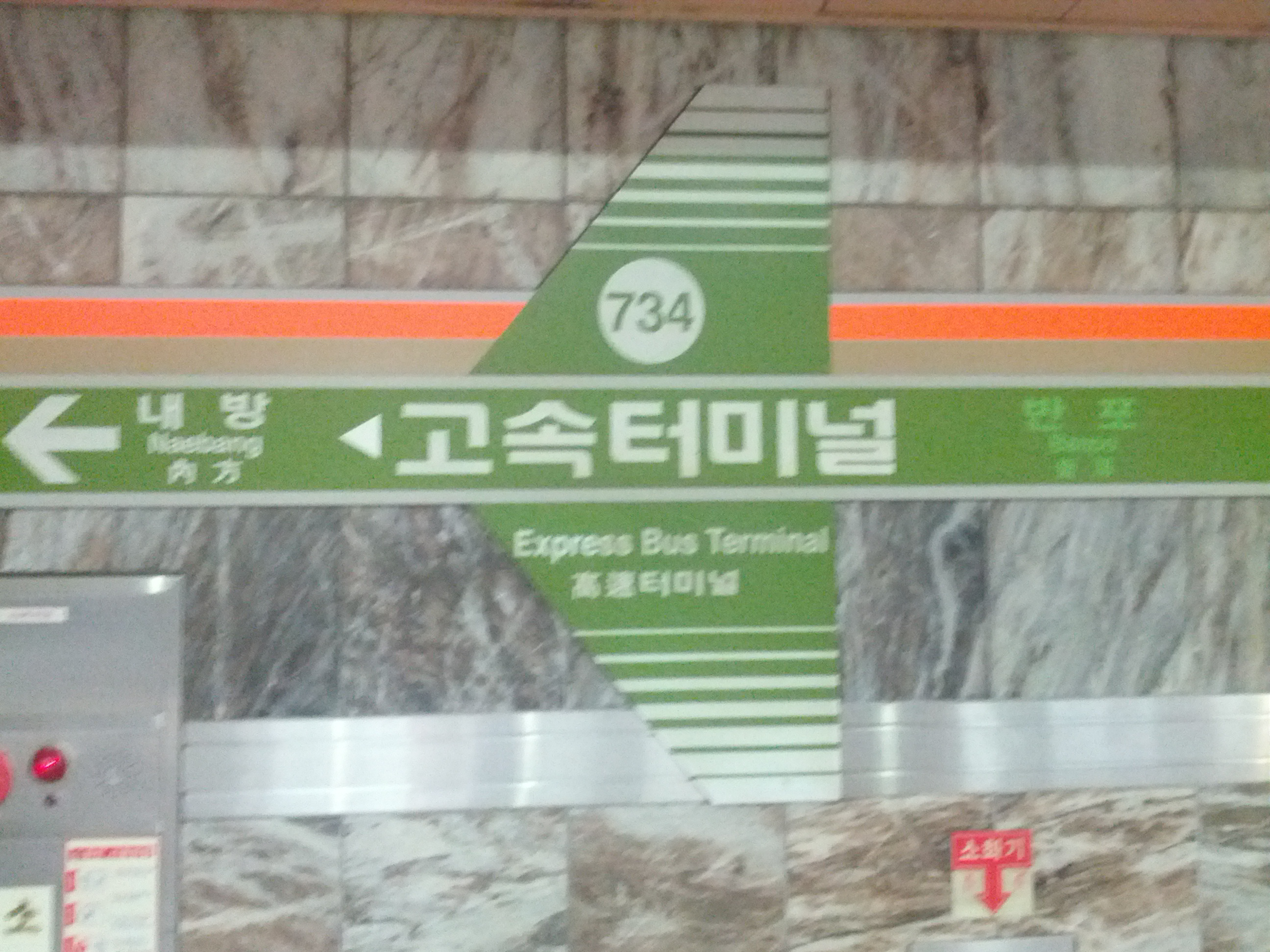
Bảng tên ga theo hướng Văn phòng Bupyeong-gu trên Tuyến số 7 (trước khi sửa đổi)
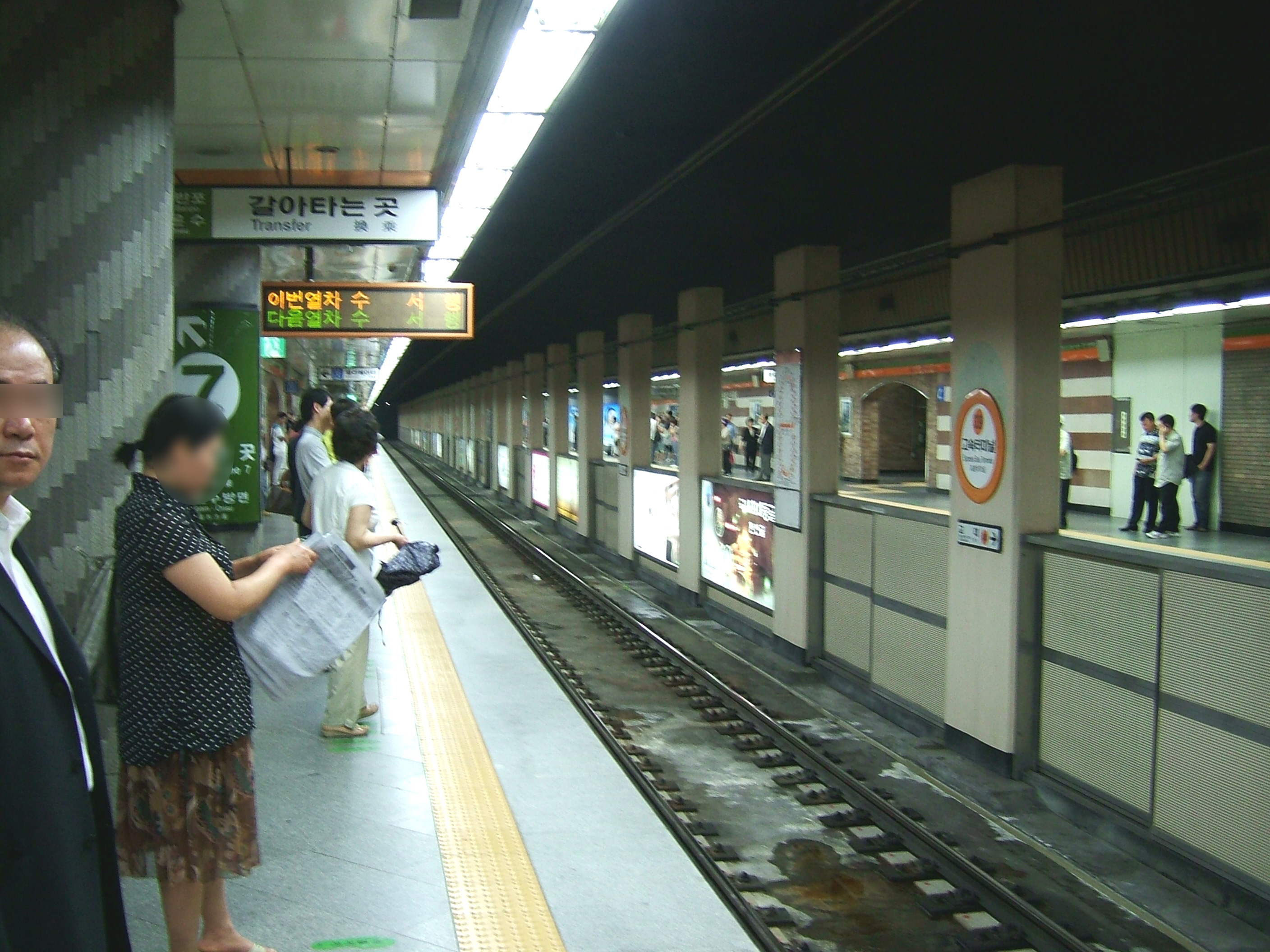
Sân ga tuyến số 3 (trước khi lắp cửa chắn và trước khi thay thế màn hình LCD)
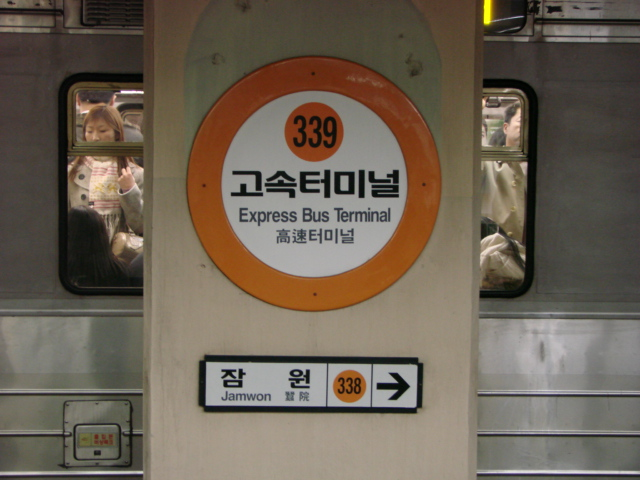
Bảng tên ga tuyến số 3 và chuyến tàu số 3000 của Tổng công ty Đường sắt Hàn Quốc
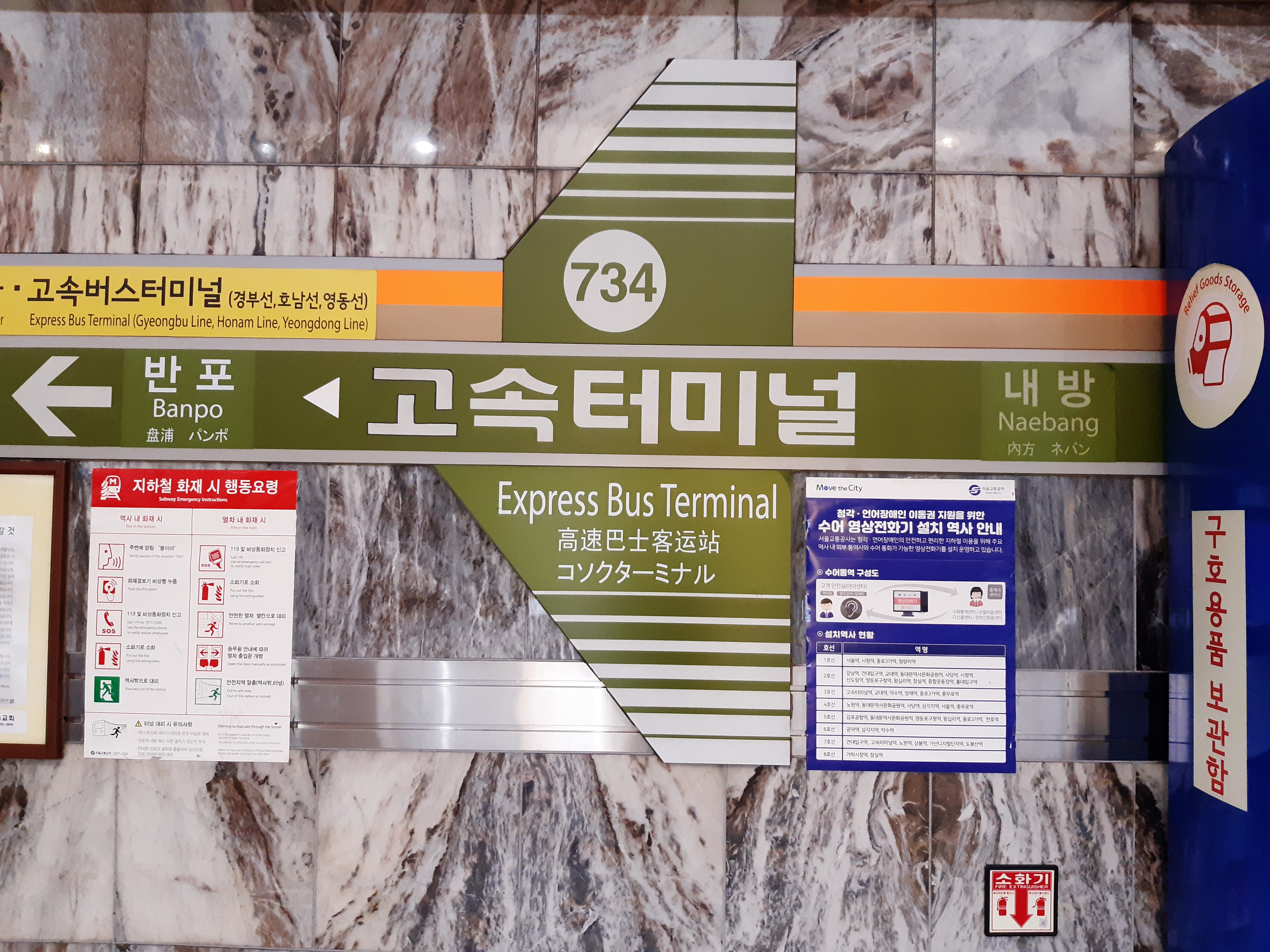
Bảng chỉ dẫn đường số 7 theo hướng Jangam
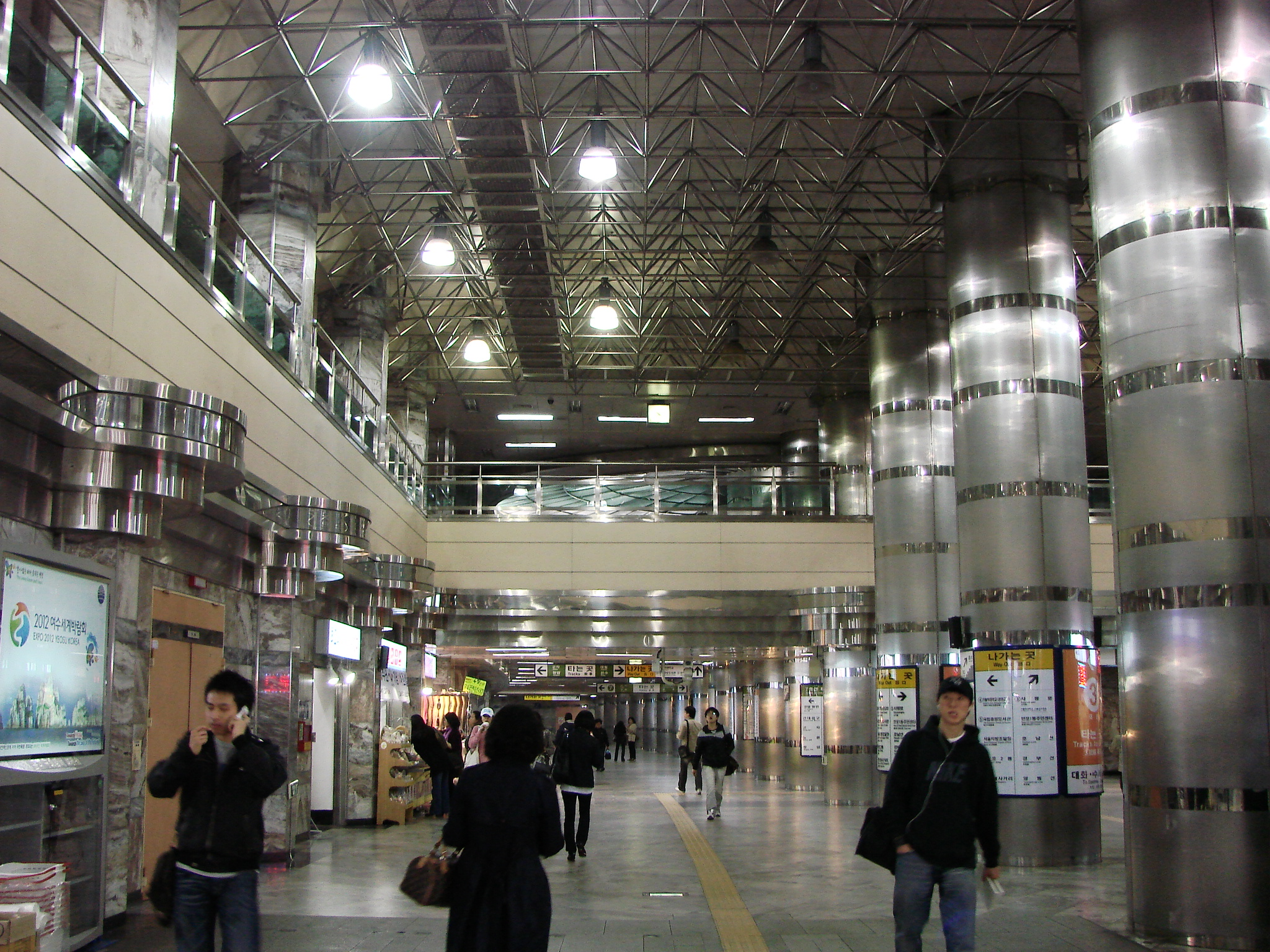
Đường tàu điện ngầm tuyến số 7
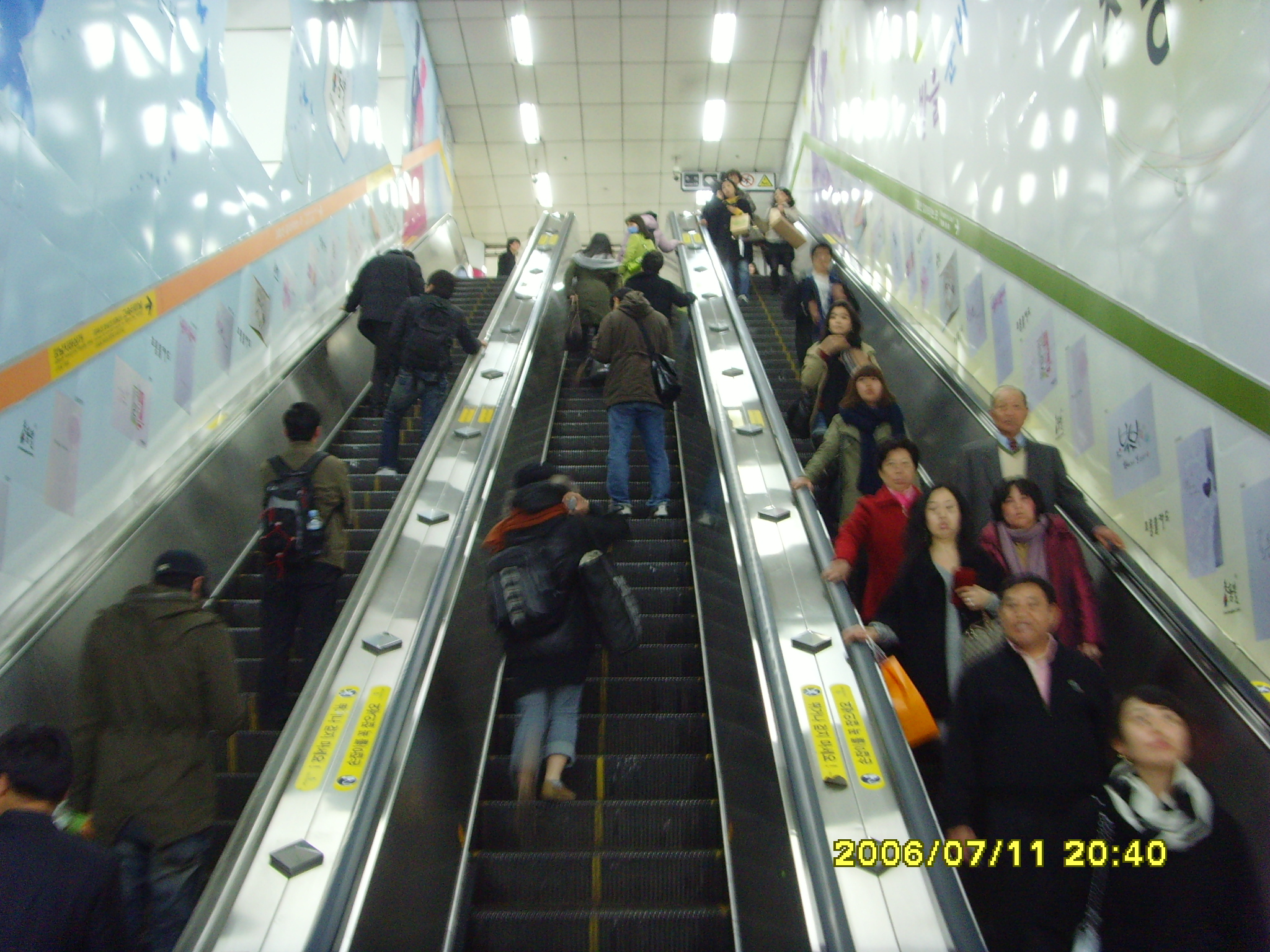
Đoạn chuyển tuyến
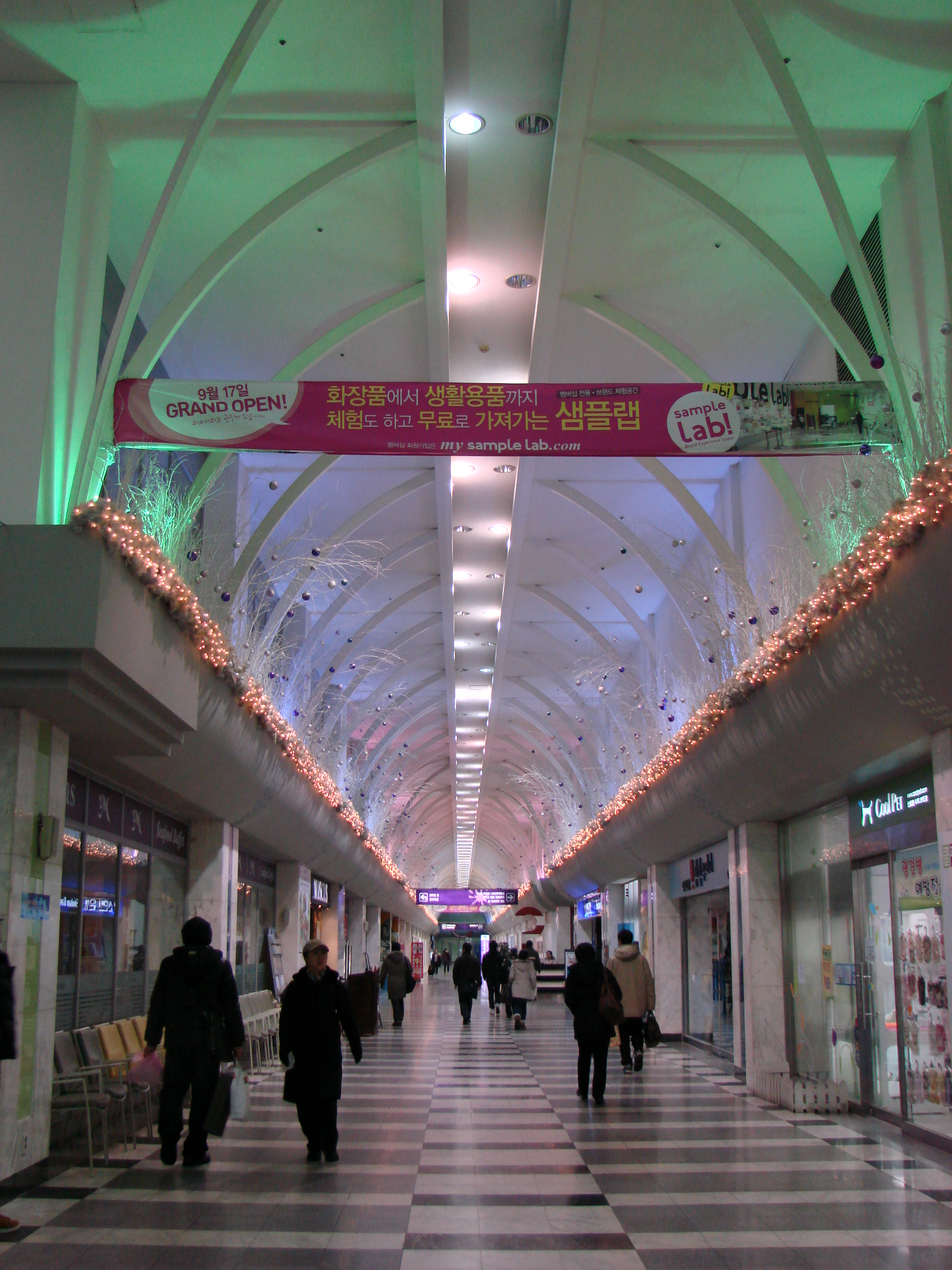
Đoạn đường Center City
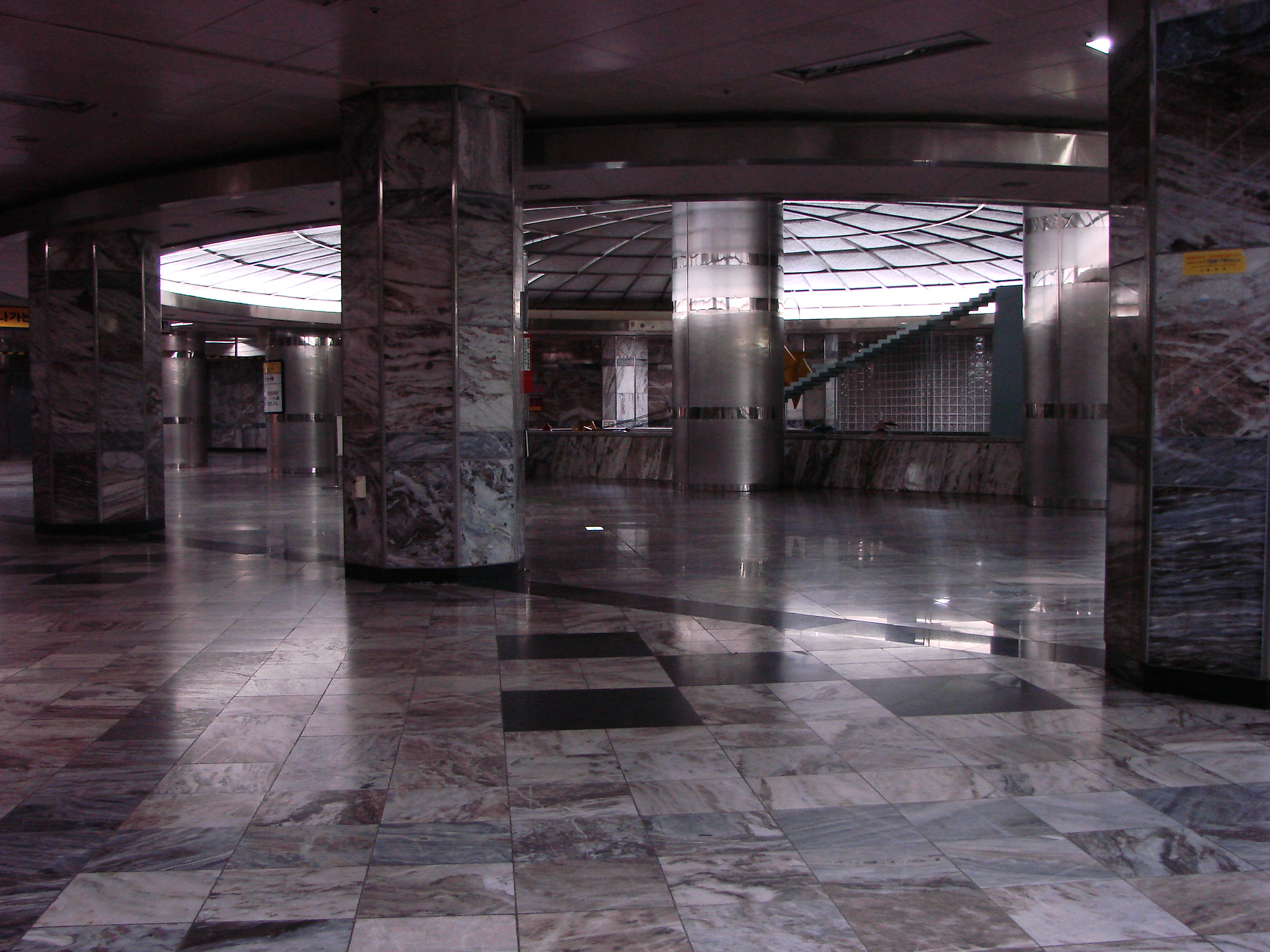
Phòng chờ tuyến số 7
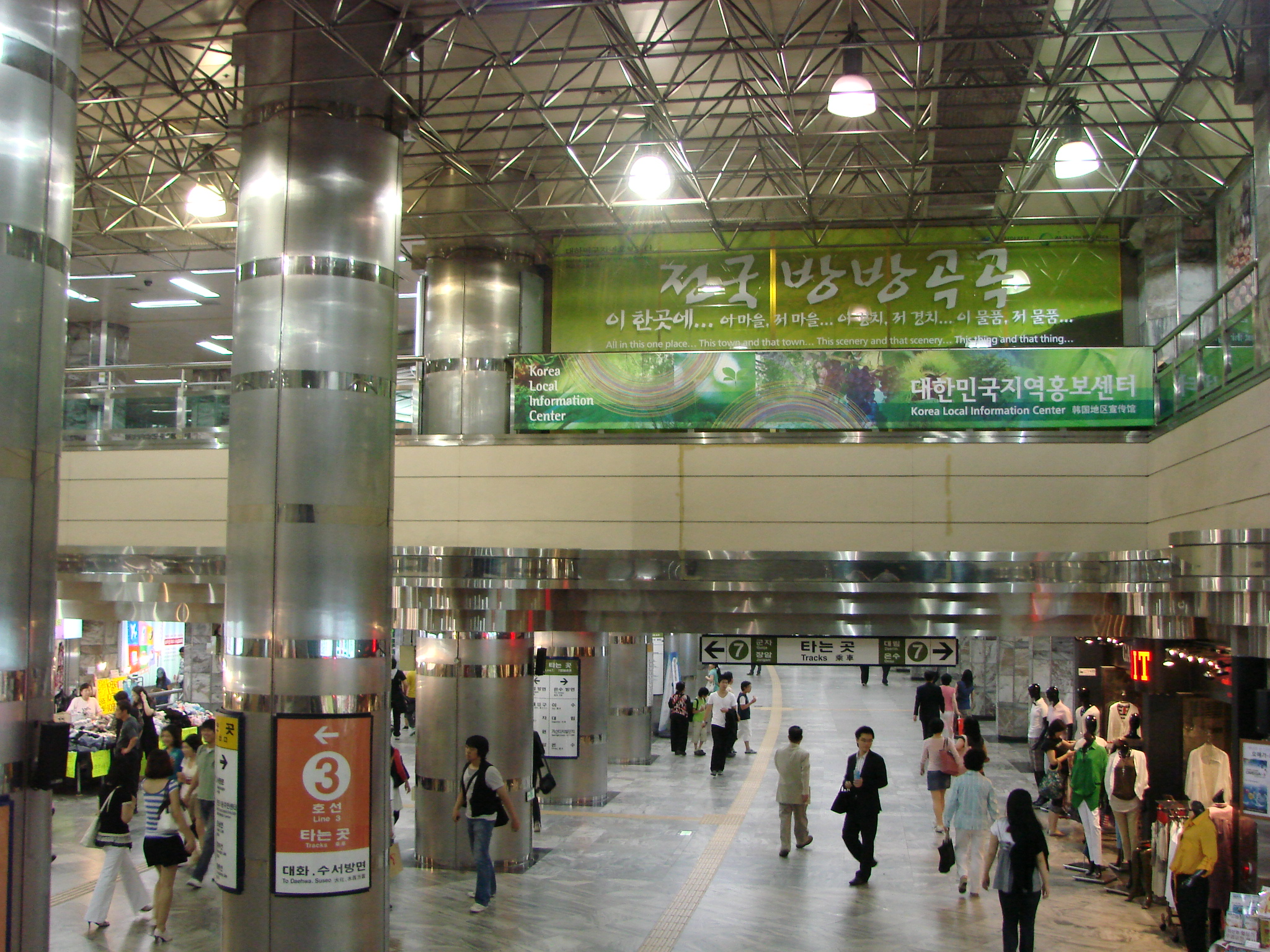
Phòng chờ tuyến số 3
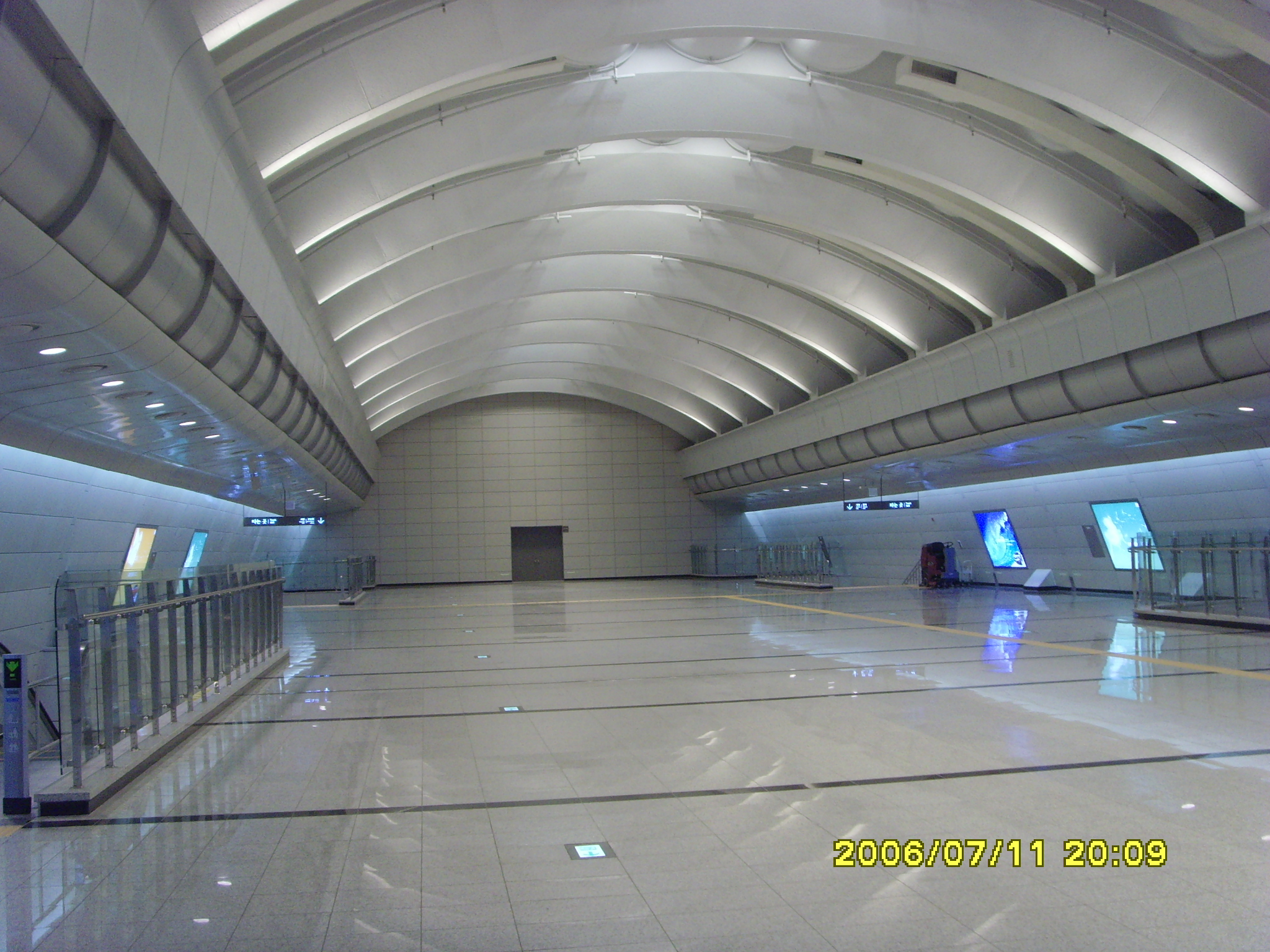
Phòng chờ tuyến số 9
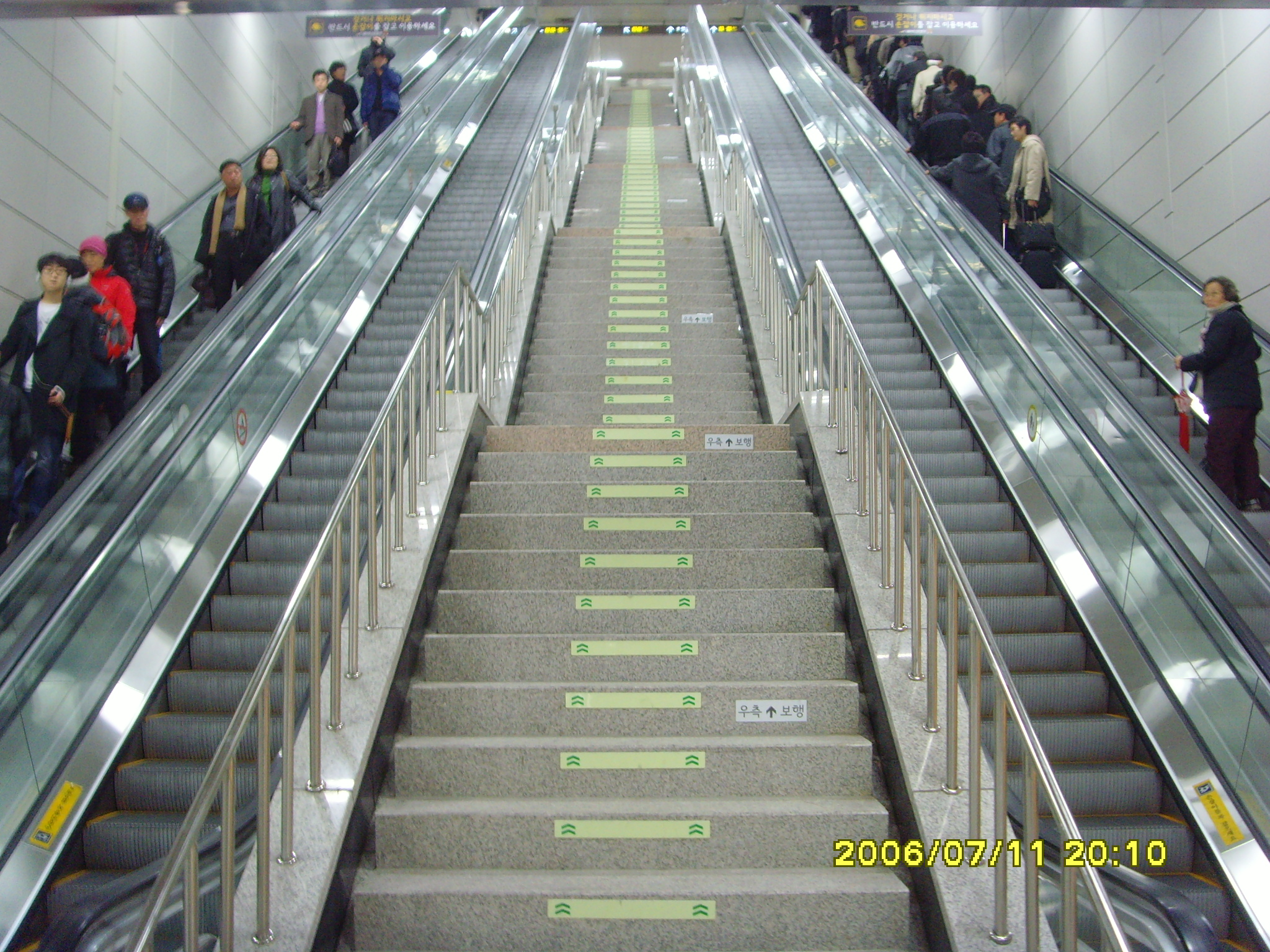
Đoạn chuyển tuyến
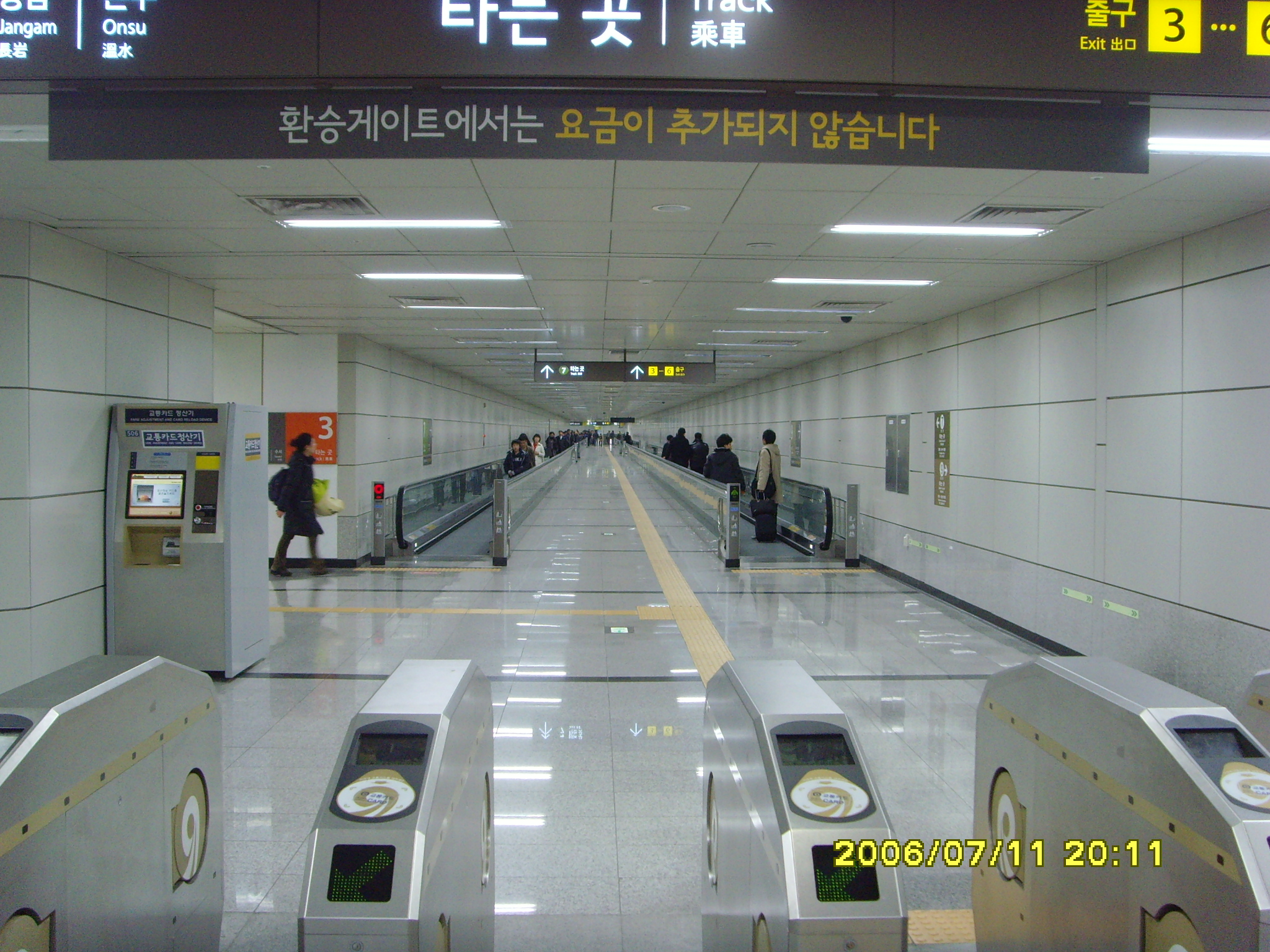
Đoạn chuyển tuyến
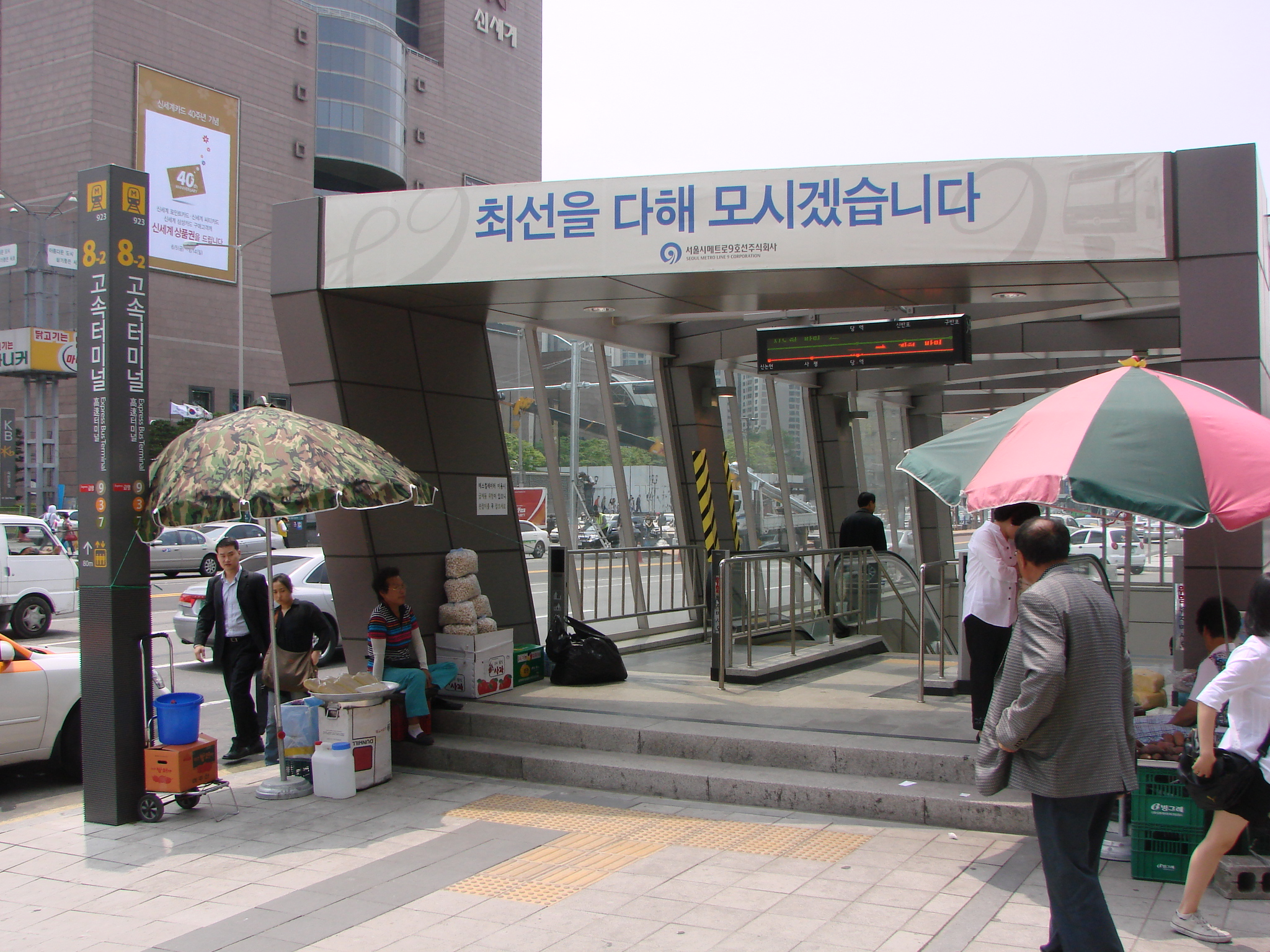
Lối ra 8-2
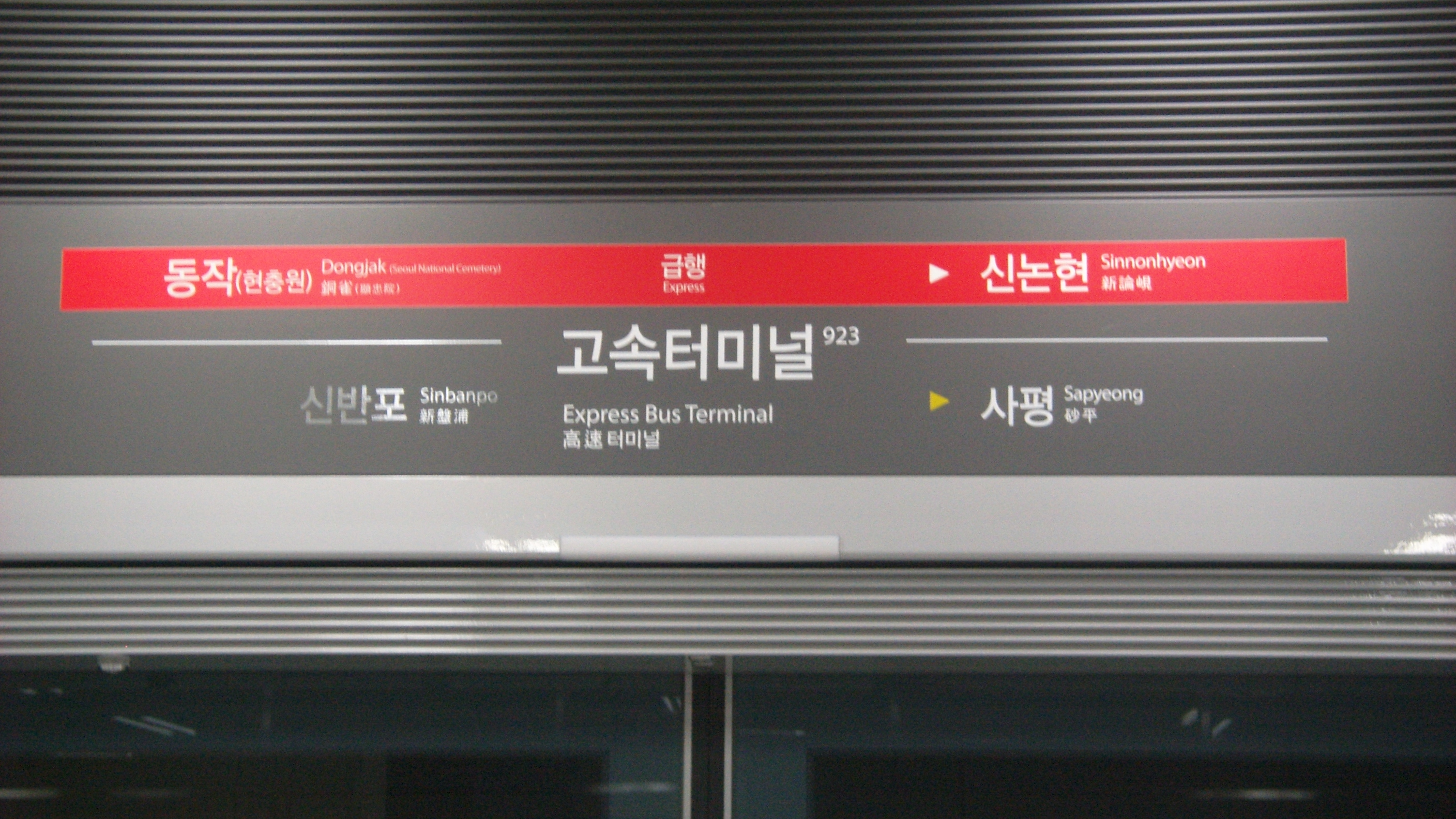
Bảng tên ga tuyến 9
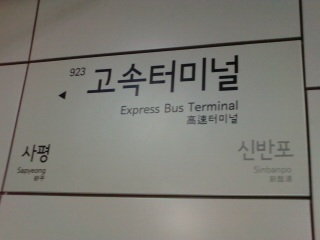